# Hemisus
Hemisus là một chi động vật lưỡng cư trong họ Hemisotidae, thuộc bộ Anura. Chi này có 9 loài và 11% bị đe dọa hoặc tuyệt chủng, là chi duy nhất trong họ Hemisotidae

## Các loài
Họ Hemisotidae
Chi Hemisus
- Hemisus barotseensis Channing & Broadley, 2002
- Hemisus brachydactylus Laurent, 1963
- Hemisus guineensis Cope, 1865
- Hemisus guttatus (Rapp, 1842)
- Hemisus marmoratus (Peters, 1854)
- Hemisus microscaphus Laurent, 1972
- Hemisus olivaceus Laurent, 1963
- Hemisus perreti Laurent, 1972
- Hemisus wittei Laurent, 1963